# Bergland, Österrike
Bergland är en ort och kommun  i Österrike. Den ligger i distriktet Melk i förbundslandet Niederösterreich, 90 km väster om huvudstaden Wien.
Formellt består kommunen av en enda ort (Ortschaft), men i praktiken består den av ett antal byar med omgivande landsbygd. Till de större byarna hör Landfriedstetten, Ratzenberg och Wohlfahrtsbrunn. 